# الدوري التشيلي الدرجة الأولى
الدوري التشيلي الدرجة الأولي (بالإسبانية: Chilean First B Division)‏ هو المستوى الثاني من نظام الدوري التشيلي لكرة القدم، تنظمه الرابطة الوطنية التشيلية لكرة القدم للمحترفين.
تأسس في عام 1952 باسم القسم الثاني، وأعيد تسميته لاحقًا في عام 1996 إلى الاسم الحالي.